# Coccophagus nubes
Coccophagus nubes är en stekelart som beskrevs av Compere 1928. Coccophagus nubes ingår i släktet Coccophagus och familjen växtlussteklar.
Artens utbredningsområde är Tanzania. Inga underarter finns listade i Catalogue of Life.